# The Passion 2024
The Passion 2024 was de veertiende editie van The Passion, een Nederlands muzikaal-bijbels evenement dat jaarlijks op Witte Donderdag wordt gehouden, telkens op een andere locatie. Het evenement werd in 2024 op 28 maart in Zeist gehouden, op een podium op Het Rond. De uitzending werd live en in de daaropvolgende week bijna 2,5 miljoen keer bekeken, waarmee een marktaandeel van 40,4% gehaald werd in de doelgroep 20-49 jaar.

## Pasen

### Voorgeschiedenis
De keuze voor Zeist als locatie voor The Passion 2024 werd op 26 oktober 2023 naar buiten gebracht door KRO-NCRV. Die dag werd ook onthuld dat Anita Witzier terugkeert als verslaggever tijdens het paasevenement. Verdere castleden werden bekendgemaakt op 29 januari 2024. Het thema Ik geloof in jou werd diezelfde dag eveneens geopenbaard.
Het podium werd opgebouwd op Het Rond, ter hoogte van de kruising met de Dorpsstraat. Om dit mogelijk te maken werd er een tijdelijke verkeersregeling op poten gezet waarbij onder andere passerende buslijnen werden omgeleid. Uiteindelijk stonden er tijdens het evenement ongeveer 8000 toeschouwers rond het podium.

### Locaties
Dit overzicht is mogelijk incompleet; u kunt helpen door het uit te breiden.
- Station Driebergen-Zeist – Aankomst Jezus
- Het Rond – Locatie hoofdpodium
- KNVB Campus – Scene Petrus en Jezus
- Slot Zeist – Laatste Avondmaal en finale
- Manege Zeisterbos – Judas worstelt met het kwaad
- Slottuin – Tuin van Getsemane 1
- Wijngaard Hoog Beek & Royen – Tuin van Getsemane 2

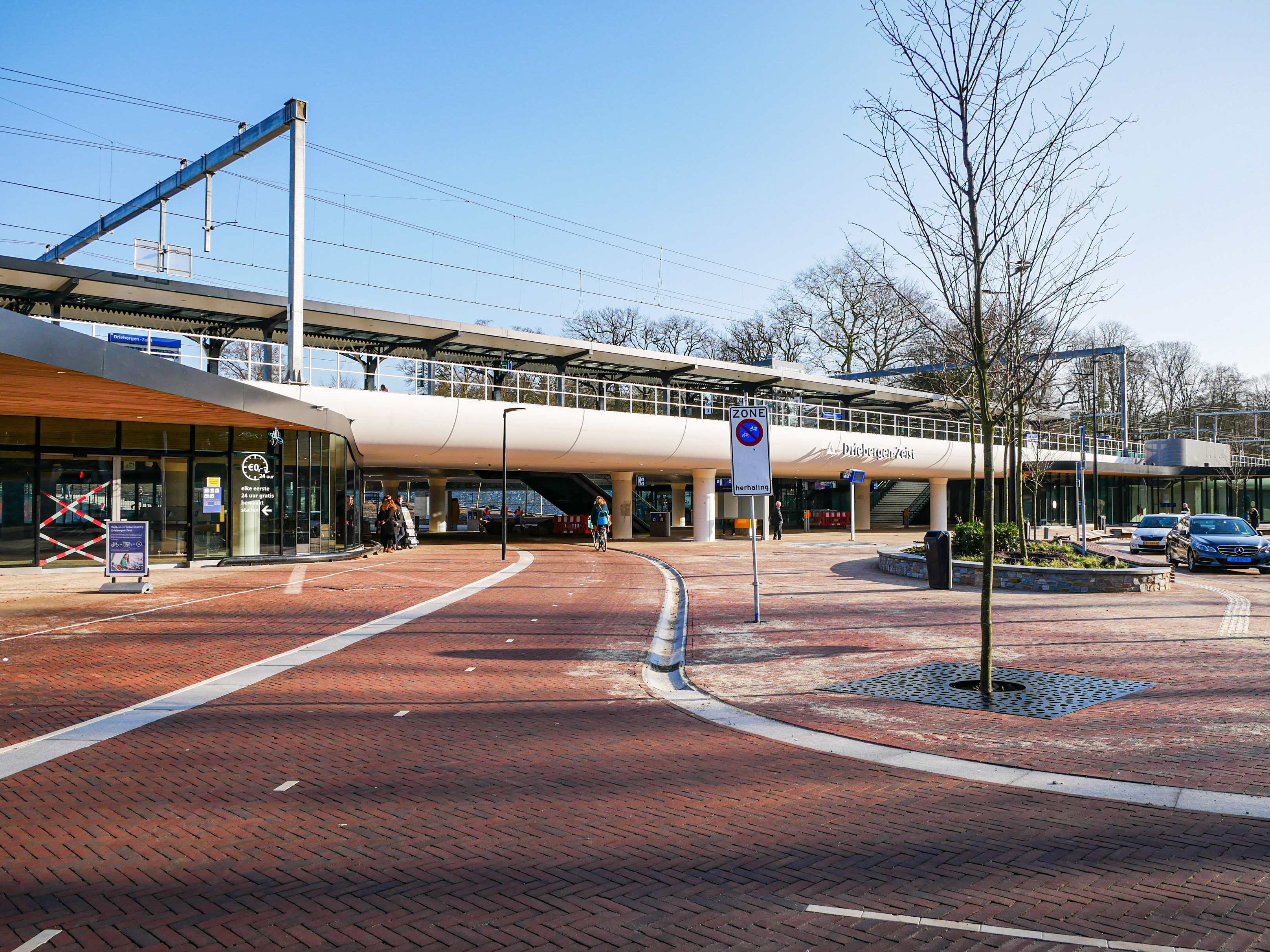
Station Driebergen-Zeist
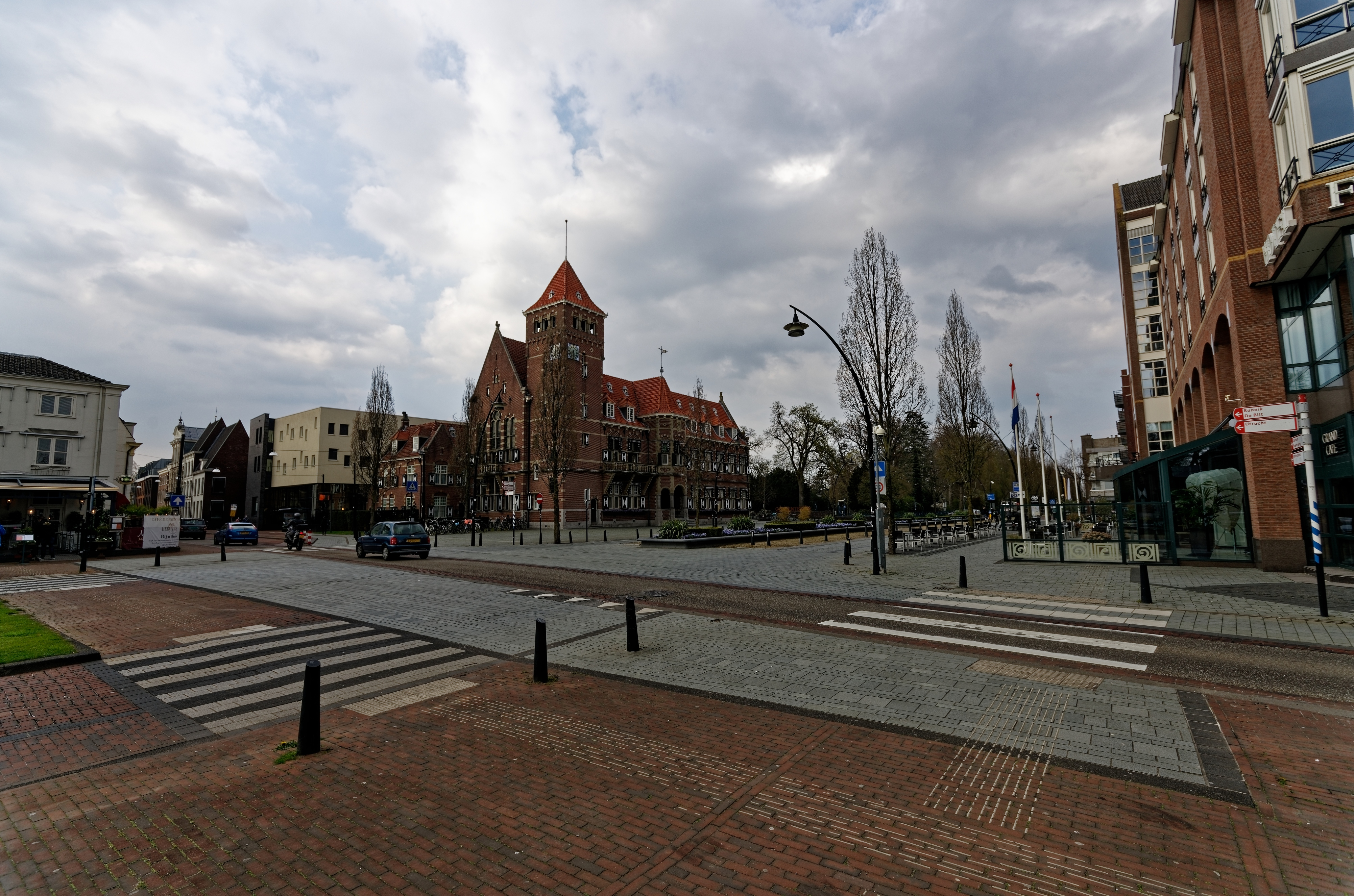
Het Rond met zicht op het gemeentehuis
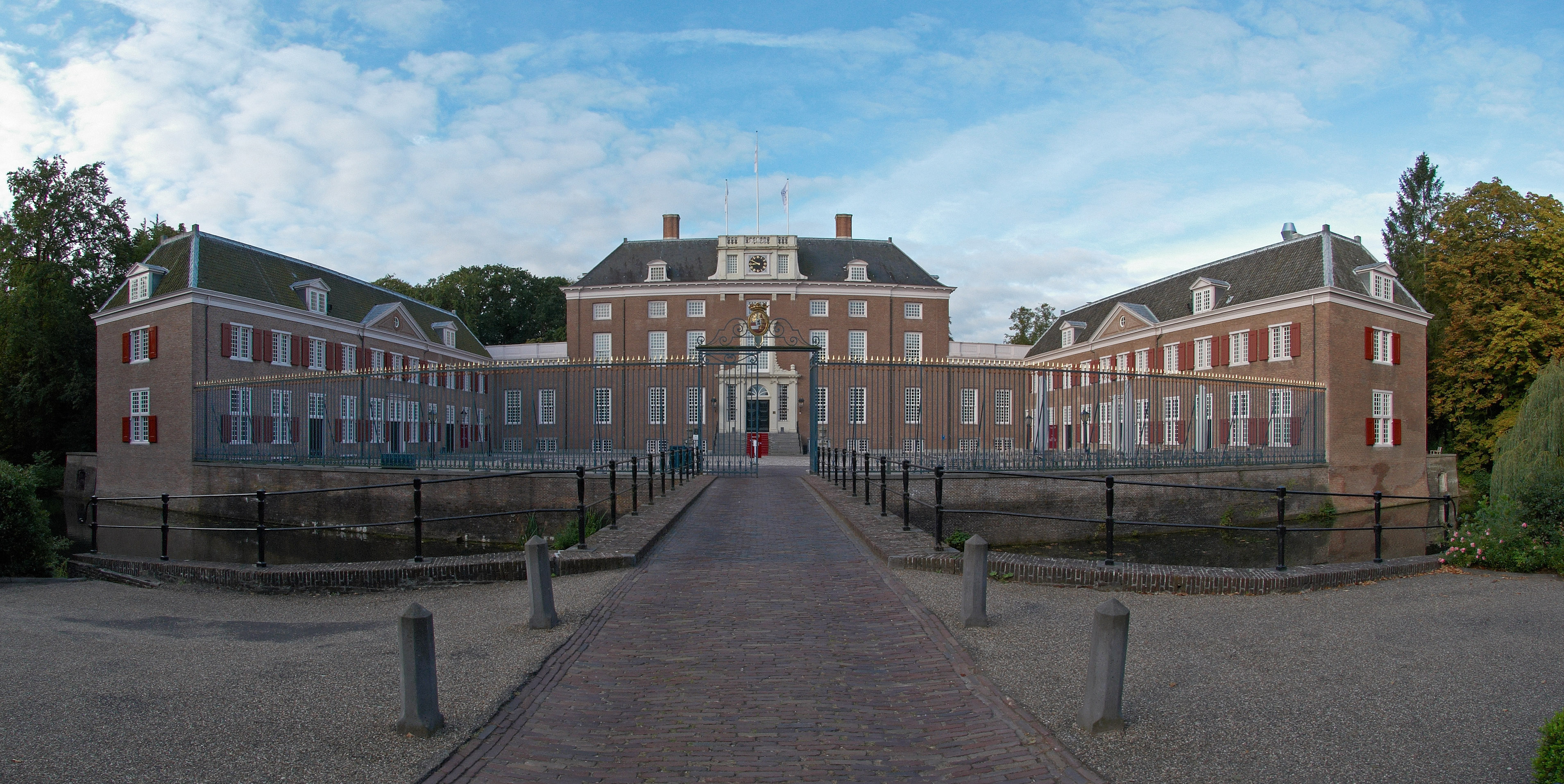
Slot Zeist

### Rollen
| Rol              | Naam                                |
| ---------------- | ----------------------------------- |
| Jezus            | William Spaaij                      |
| Maria            | Angela Schijf                       |
| Petrus           | Matteo van der Grijn                |
| Judas            | Keizer                              |
| Pilatus          | Victor Löw                          |
| Maria Magdalena  | Gaia Aikman                         |
| Verteller        | Kluun                               |
| Verslaggever     | Anita Witzier                       |
| Discipel         | Anna Speller                        |
| Discipel         | Jolijn Henneman                     |
| Discipel         | Julian Ras                          |
| Discipel         | Robin Frings                        |
| Discipel         | Tamara Brinkman                     |
| Discipel         | Sterre van Woudenberg               |
| Discipel         | Steven Brunswijk                    |
| Discipel         | Vera Camilla                        |
| Discipel         | Robbert Rodenburg (Tomas)           |
| Barabbas         | Nicol Kremers                       |
| Petrus-herkenner | Alberto Stegeman (politieman)       |
| Petrus-herkenner | Bankzitters                         |
| Petrus-herkenner | Henk Dissel (evenementenbeveiliger) |

### Muzieknummers
| Titel                        | Oorspronkelijke artiest   | Gezongen door                                                                             |
| ---------------------------- | ------------------------- | ----------------------------------------------------------------------------------------- |
| De wereld                    | Goldband                  | William Spaaij, Gaia Aikman, Keizer, Matteo van der Grijn, Angela Schijf en de discipelen |
| Zelfs je naam is mooi        | Henk Westbroek            | Angela Schijf                                                                             |
| Hou me vast                  | De Dijk                   | William Spaaij, Gaia Aikman en Matteo van der Grijn                                       |
| Vrij                         | Nick & Simon              | William Spaaij, Gaia Aikman, Matteo van der Grijn en de discipelen                        |
| Als je voor me staat         | Jaap Reesema              | Angela Schijf                                                                             |
| 't Is te laat                | Linkin Park               | Keizer                                                                                    |
| Dans m'n ogen dicht          | MEAU en Racoon            | William Spaaij                                                                            |
| Heel jou                     | Coldplay                  | Angela Schijf                                                                             |
| Helden                       | Tina Turner               | William Spaaij en Keizer                                                                  |
| Zwart wit                    | Frank Boeijen Groep       | William Spaaij                                                                            |
| Sorry                        | André Hazes en Lisa Boray | William Spaaij, Keizer en Matteo van der Grijn                                            |
| Laat me los                  | S10 en BLØF               | William Spaaij en Angela Schijf                                                           |
| Dit pakt niemand ons meer af | Kim-Lian van der Meij     | Angela Schijf                                                                             |
| Geloof                       | Dwight Dissels            | William Spaaij en anderen                                                                 |

## Hemelvaart

### Voorgeschiedenis
The Passion Hemelvaart is het vervolg van The Passion 2024 en werd op 9 mei 2024 in Zeist gehouden. Vanwege de tweede halve finale van het Eurovisiesongfestival werd het evenement niet op Hemelvaartsdag, maar op de vrijdag erna op NPO 1 uitgezonden. Wie de uitzending toch met Hemelvaartsdag wilde zien, kon deze op die dag streamen via NPO Start.

### Rollen
| Rol             | Naam                 |
| --------------- | -------------------- |
| Jezus           | William Spaaij       |
| Maria           | Angela Schijf        |
| Petrus          | Matteo van der Grijn |
| Maria Magdalena | Gaia Aikman          |
| Tomas           | Robbert Rodenburg    |
| Verteller       | Kluun                |

### Muzieknummers
| Titel                 | Oorspronkelijke artiest | Gezongen door                                      |
| --------------------- | ----------------------- | -------------------------------------------------- |
| Adem je in            | S10                     | Angela Schijf en Gaia Aikman                       |
| Is dit nu later       | Stef Bos                | Matteo van der Grijn                               |
| Jezelf zijn           | Jaap Reesema            | Matteo van der Grijn en Gaia Aikman                |
| Wie ik zoek           | Nielson                 | Gaia Aikman en Angela Schijf                       |
| Zolang je bij me bent | Jan Smit                | William Spaaij, Gaia Aikman en Angela Schijf       |
| Geloof                | Dwight Dissels          | Matteo van der Grijn, Gaia Aikman en Angela Schijf |